# アッティリオ・ベッテガ
アッティリオ・ベッテガ（Attilio Bettega、1953年2月19日 - 1985年5月2日）は、イタリア出身のラリードライバーである。

## 経歴

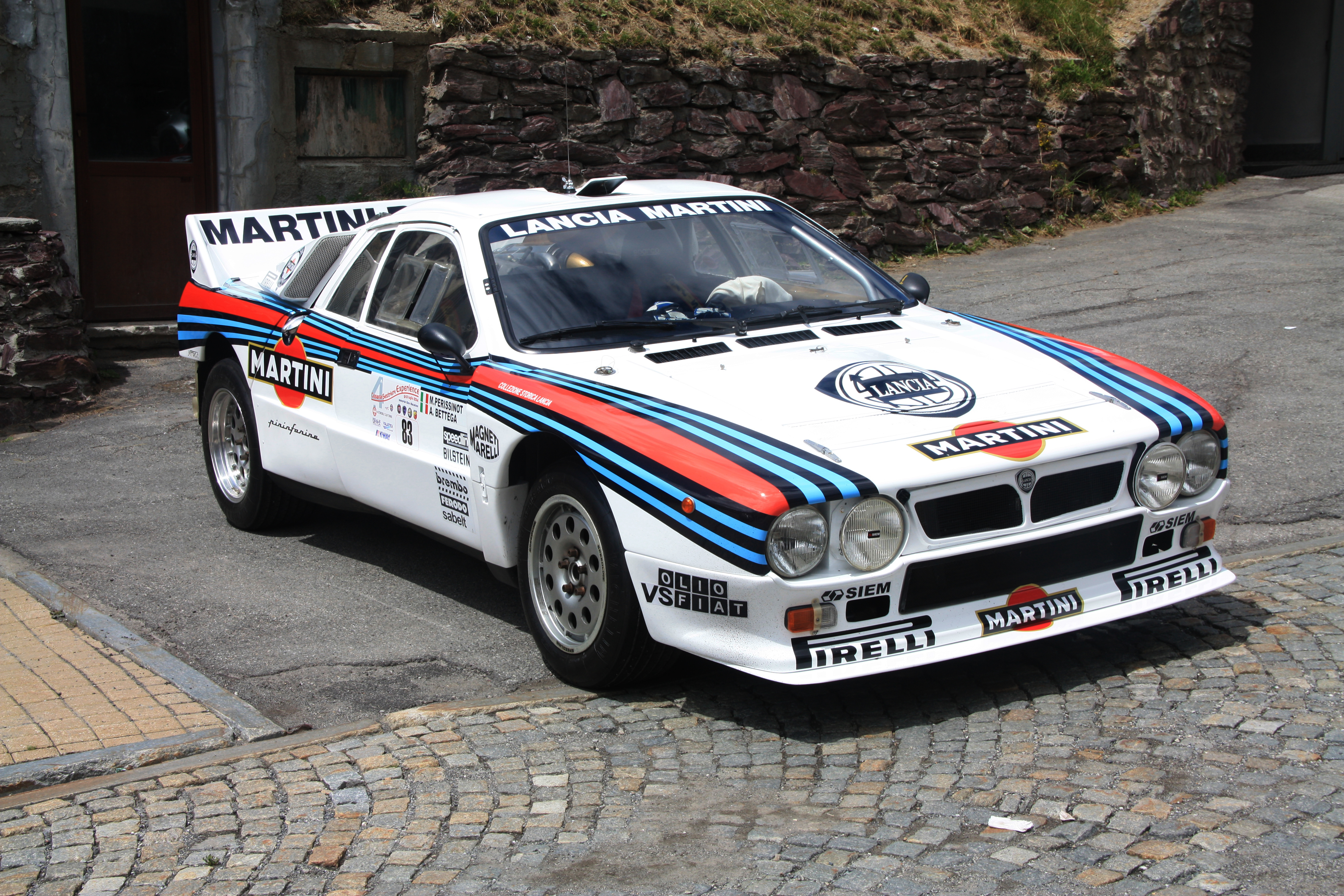
ランチア・ラリー037

トレント自治県のモルヴェーノに生まれたベッテガは、1982年にランチアに加入し、ランチア・ラリー037を駆る。1984年のサンレモでは、表彰台2位につくなどの活躍を見せ、ランチアとして欠かせないドライバーとなった。
1985年、ツール・ド・コルスにエントリーしていたベッテガは、マシンが木に衝突し、シートごと貫かれ帰らぬ人となった。32歳没。一方、コ・ドライバーのマウリツィオ・ペリシノットは無傷で助かった。
この事故をきっかけに、当時、国際自動車連盟会長だったジャン＝マリー・バレストルが、グループBカーの安全性に疑問を投げかけることとなった。また翌年の同じ月日に、ヘンリ・トイヴォネンとセルジオ・クレストも、ツール・ド・コルスで亡くなっている。